# Троица в искусстве

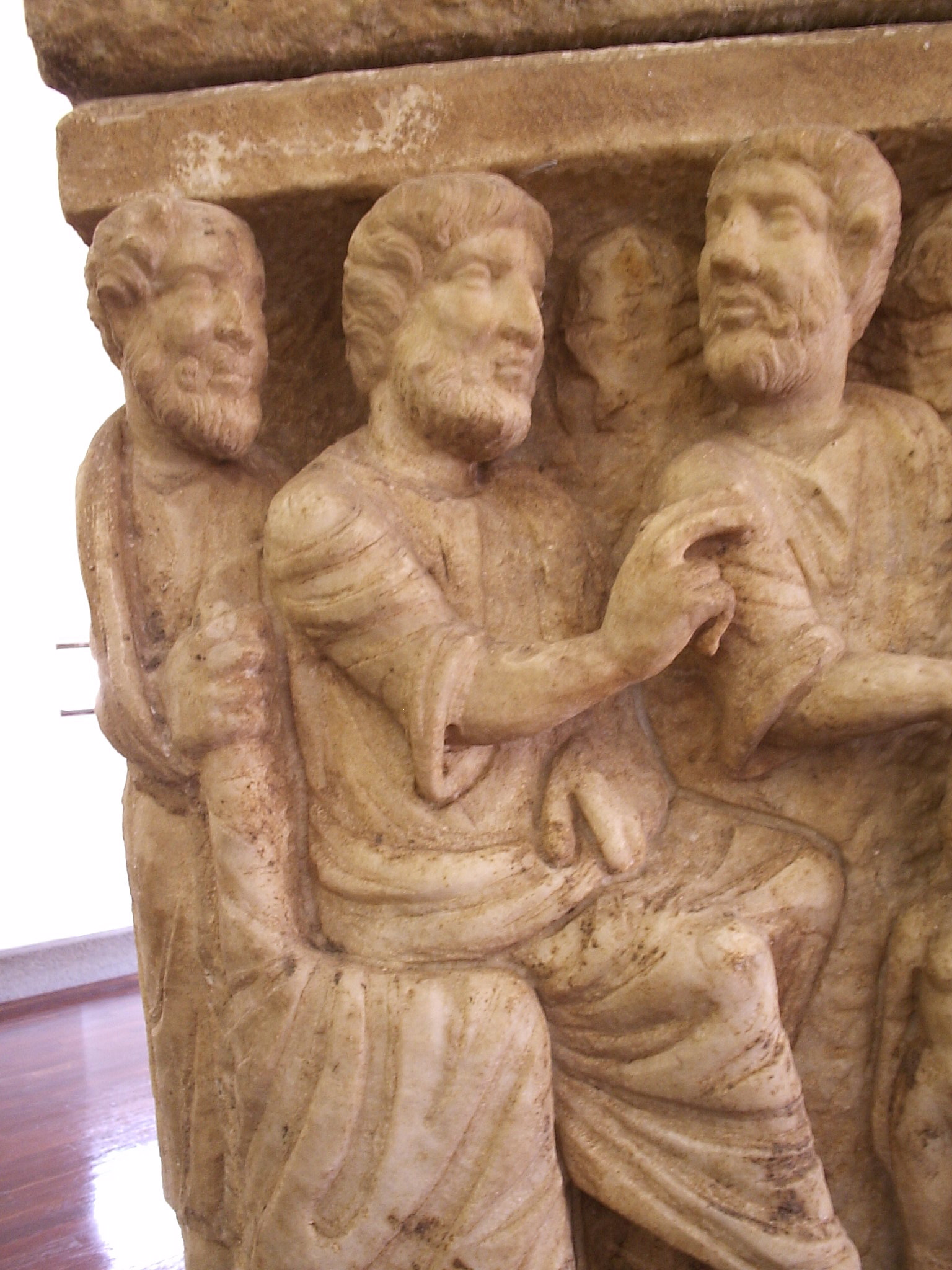
Деталь самого раннего известного изображения Троицы, Догматический или Троицкий саркофаг, около 350 (Музеи Ватикана): три одинаковые фигуры, представляющие Троицу, участвуют в создании Евы

Троица после формирования догмата ещё долго не изображалась в искусстве. Христианское богословие утверждало, что Бог может изображаться только в лице Иисуса Христа, потому что только в этом лице он сделал себя зримым и явленным. Прочее воспринималось как предосудительные фантазии.
Однако сюжет гостеприимства Авраама — явление ему трёх ангелов, описанное в Ветхом завете и изображённое уже на мозаиках V—VI веков («Явление трёх ангелов Аврааму», Санта-Мариа Маджоре в Риме 432—440 годов, Сан-Витале в Равенне 546—547 годов), получило толкование как явление Троицы, в результате чего возник иконографический тип Троица ветхозаветная. Тема ветхозаветной Троицы широко распространилась в византийском и древнерусском искусстве: «Зырянская Троица», 1379—1400; доведёна до художественного совершенства русским художником Андреем Рублёвым.

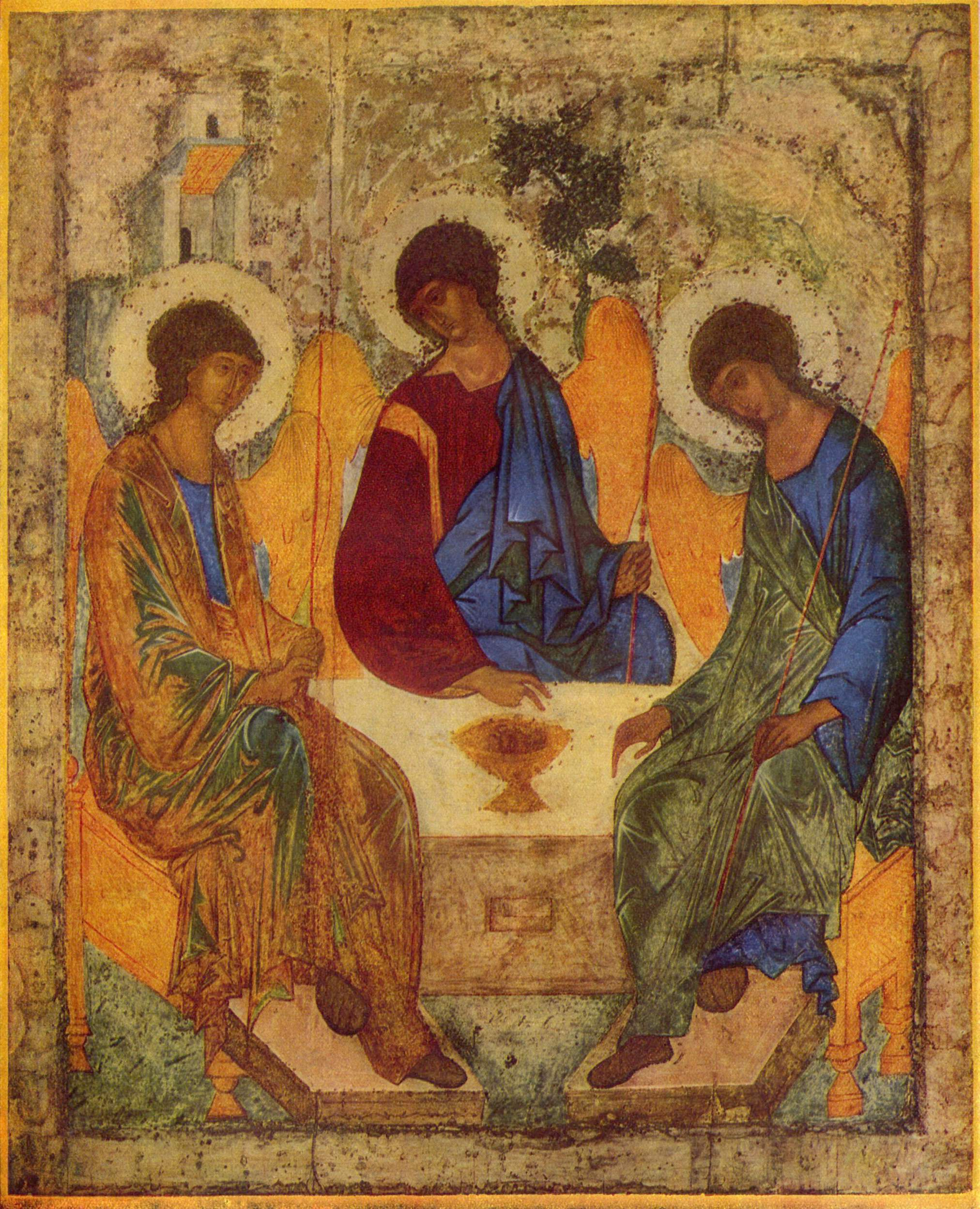
Троица, или Гостеприимство Авраама, икона Андрея Рублёва, около 1422—1427

В разные эпохи сюжет гостеприимства Авраамова получал различные толкования, к IX—X векам, в связи с богослужебной реформой Восточной церкви, преобладающей стала точка зрения, согласно которой явление Аврааму троих ангелов символически раскрывало образ единосущного и триипостасного Бога — Святой Троицы. Это представление отразилось в появившихся в то время песнопениях (канон Климента Студита в Неделю святых отец, канон Иосифа Песнописца в Неделю праотец, каноны Митрофана Смирнского для воскресной полунощницы). Тем не менее, образцов, созданных до XIV века и представляющих в образе Троицы Бога единосущного и триипостасного, известно немного. На сохранившихся до настоящего времени византийских иконах три ангела сидят в ряд на единой скамье и не отличаются друг от друга атрибутами — таким образом в изокефальной (равноглавой) иконографии обозначалось их равенство. Именно рублёвская икона, как считают учёные, соответствовала этим представлениям. Стремясь раскрыть догматическое учение о Святой Троице, Рублёв отказался от традиционных повествовательных деталей, которые обычно включались в изображения «Гостеприимства Авраама». Нет Авраама и его жены Сарры, сцены заклания тельца, атрибуты трапезы сведены к минимуму: ангелы представлены не вкушающими, а беседующими.
Ещё в византийском искусстве, вначале робко — не на фресках или на иконах, а на миниатюрах — изображалась Троица новозаветная — Бог-Отец в образе старца (на некоторых иконах с треугольным нимбом) на троне, Христос как отрок на его лоне (тип, получивший именование «Отечество») или взрослый муж, сидящий одесную Отца — по правую руку, и Дух Святой — сверху в образе голубя, как он по Евангелиям, явился в момент крещения Иисуса. Несмотря на запреты, этот тип получил широкое распространение в русском православии в последние века допетровского периода. «Отечество» известно на древнерусских иконах, например икона новгородской школы «Отечество» XV века (Третьяковская галерея).
В искусстве католической Северной Европы с начала XII века развивается специальный иконографический тип нем. Gnadenstuhl, «Престол милосердия», сосредоточенный на сострадании Бога-Отца к мукам его воплотившегося Сына: восседая на престоле, Отец держит Христа на кресте перед собой, возлагает себе на колени его бездыханное тело и др.; композиция может включать также Святого Духа в виде голубя При этом утрачиваются такие важные элементы христианской доктрины, как единосущность, равенство, равночестность трёх Лиц. Так, Дух в образе голубя не может являться художественно равнозначным двум другим Лицам, представленным в человеческом образе. У Рублёва, напротив, именно единосущность и равночестность служат вдохновляющей темой. «Престол милосердия» изображён на многочисленных скульптурных группах, створках алтарей Робера Кампена (около 1410 и около 1428—1430, обе — из Штеделевского художественного института, Франкфурт-на-Майне), Алтаре Троицы Хуго ван дер Гуса (около 1478—1479, из Национальной галереи Шотландии, Эдинбург). Этот образ использовала в живопись эпохи Контрреформации: «Троица» Эль Греко 1577 года, Прадо, Мадрид).
В западном искусстве могли изображаться и седовласый Саваоф и Христос, в присутствии реющего в образе голубя Святого Духа участвующие в некотором торжественном акте. Например, такой образ Троицы представлен на фреске Мазаччо (1427) в церкви Санта-Мария-Новелла во Флоренции; на сцене «Диспута» теологов («Церковь Земная и Небесная») на фреске Рафаэля (1508—1511) в Станца делла Сеньятура в Ватикане. Они могут возлагать венец на голову Девы Марии; принимать в небеса душу какого-либо святого; являться зрителю картины или фрески для поклонения. Эти изображения становятся всё более частыми с эпохи Ренессанса.

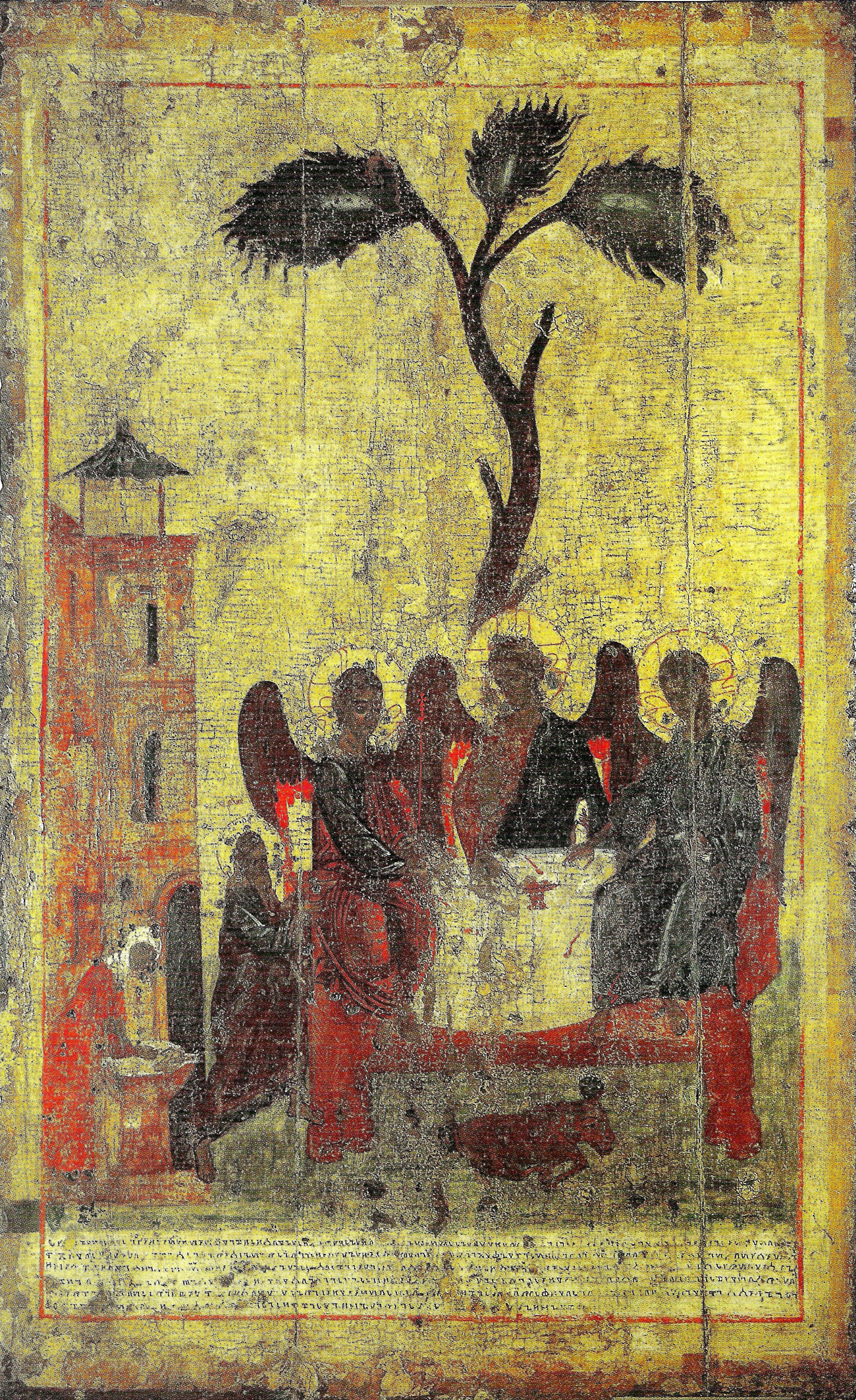
Ветхозаветная Троица: «Зырянская Троица» XIV века, согласно преданию, написанная святителем Стефаном Пермским
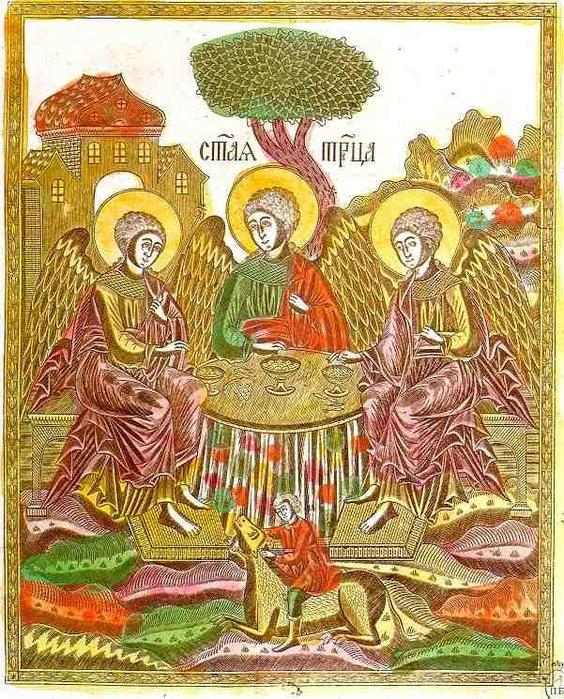
Лубок, XVIII век
Новозаветная Троица: константинопольская икона, около 1450
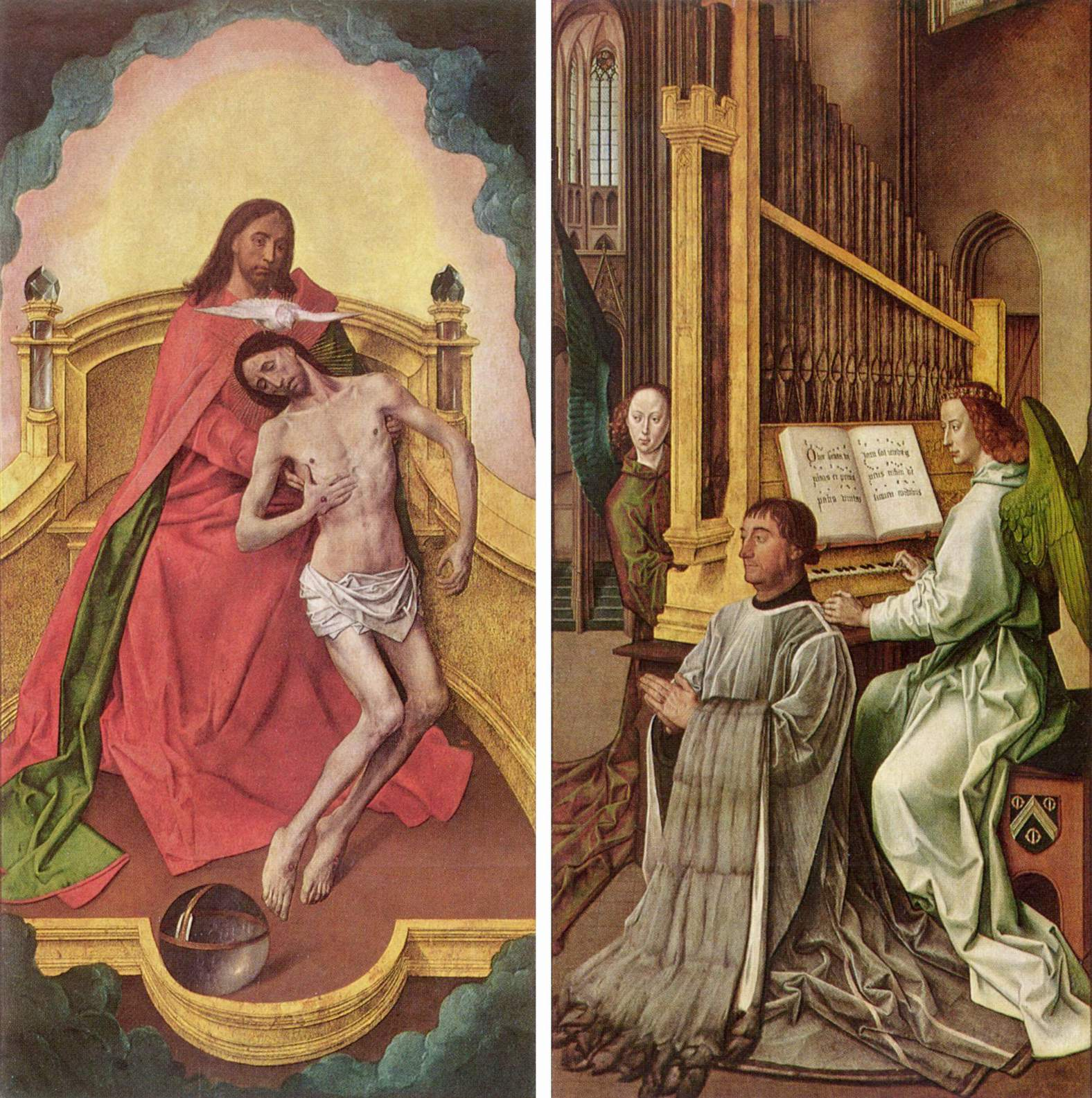
Троица, Хуго ван дер Гус, около 1480,
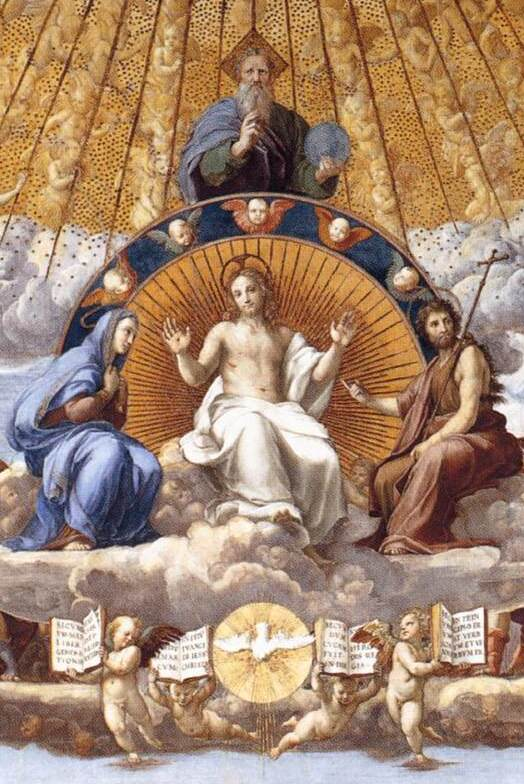
Фрагмент Диспуты, фрески Рафаэля Санти, 1509—1510